# 多线南蜥
多线南蜥（學名：Eutropis multifasciata），又名多線南蜥、多紋南蜥。为石龍子科真稜蜥属的爬行动物。其种加词“multifasciata”意为“多条线纹”。分布于缅甸、泰國、印度、印度尼西亞至巴布亞新几内亚、菲律賓、臺灣以及中国大陆的廣東、海南、云南等地。台灣十大入侵外來種之一。

## 描述
體長最大約12公分，全長可達28公分，外型粗短，頸部不明顯，外耳孔外露，尾巴細長呈圓柱狀，尾巴長約為身體長的1.5倍。體、尾及四肢背面鱗片，具有3條明顯的棱脊；腹面鱗片平滑或僅咽喉部有不明顯棱脊。
雌、雄體色差異明顯，雌體與幼體之體側具許多黑白相間之斑點，雌體體背則常帶有許多黑色縱紋；雄體體背則為一致之褐色，體側不具斑點，腹部為白色。生殖季節，雄性咽喉呈橘黃色，體側前肢後方為土紅色或橘紅色，腹部乳黃色。

## 習性
以昆蟲及小型無脊椎動物為食，也會吃體型較小的蜥蜴。胎生，每次可產下4到9隻幼蜥，不冬眠，可全年繁殖。尾巴容易自割與再生。
在台灣為外來入侵種，最早於1992年在高雄發現，已在台灣西南部建立野外族群。

## 棲地
一般常出沒於農耕地、果園；也會在房屋周圍及路旁草叢活動。其生存的海拔範圍為42至1560米。

## 保护
本种于2023年被收录入《有重要生态、科学、社会价值的陆生野生动物名录》。